# Vince Boryla
Vincent Joseph "Moose" Boryla (East Chicago, Indiana, 11 de marzo de 1927-27 de marzo de 2016) fue un jugador, entrenador y ejecutivo de baloncesto estadounidense que disputó 5 temporadas en la NBA como jugador, y otras 3 como entrenador. Con 1,95 metros de estatura, jugaba en la posición de alero. Fue All-Star en 1951, y posteriormente como directivo fue elegido Ejecutivo del Año de la NBA en 1985. Ganó también una medalla de oro con su selección en los Juegos Olímpicos de Londres de 1948. Era de ascendencia polaca.

## Trayectoria deportiva

### Universidad
Comenzó su andadura universitaria jugando con los Fighting Irish de la Universidad de Notre Dame. Con apenas 17 años fue elegido capitán del equipo, acabando su primera temporada con 16,1 puntos por partido. Al año siguiente promedió 15,3 puntos, y al acabar la temporada fue transferido a la Universidad de Denver, jugando con los Pioneers sus dos últimos años como colegial, siendo elegido en ambos All-American.
En 1949 fue elegido como el mejor jugador universitario de la temporada que había jugado en el Madison Square Garden de Nueva York.

### AAU
En 1946, el Torneo de la AAU que se celebraba en Denver estaba dominado por los Phillips 66ers, que habían ganado cuatro torneos consecutivos e iban camino del quinto. Para contrarrestarlo, el equipo anfitrión de los Denver Nuggets llevó a cabo una profunda renovación y se reforzó con la estrella universitaria Vince Boryla. Boryla se encontraba en Fort Sheridan, Illinois, cumpliendo el servicio militar, pero el senador por Colorado Edwin C. "Big Ed" Johnson era un gran aficionado a los deportes y consiguió que el jugador fuera transferido a la cercana Base Aérea de Lowry, desde donde podía desplazarse para jugar con los Nuggets. Los Denver Nuggets eliminaron a los 66ers en las semifinales del torneo de la liga ABL, con 19 puntos de Vince Boryla; pero no consiguieron ni ganar la final, ni tampoco ganar el torneo de la AAU de Denver, siendo derrotados en ambos casos por los Oakland Bittners. Aun así, Boryla fue elegido como "All-American" de la AAU.
En la temporada siguiente, 1947-48, los Denver Nuggets llegaron a la final del torneo de la AAU, donde fueron derrotados por los 66ers, y Vince Boryla repitió como "All-American". Al terminar su servicio militar, Boryla decidió volver a la universidad donde se licenció en 1949.

### Selección nacional
En 1948 participó con los Denver Nuggets en el torneo preolímpico. Anotó 21 puntos para pasar a semifinales, pero se lesionó en una rodilla y no pudo jugarla, con lo que su equipo fue eliminado. Pese a ello, fue convocado por la Selección de baloncesto de Estados Unidos para disputar los Juegos Olímpicos de Londres, donde promedió 4,6 puntos en los 6 partidos que disputó, logrando la medalla de oro.

### Profesional
Debido a las circunstancias de su servicio militar, Vince Boryla terminó su carrera universitaria fuera de fecha y pudo entrar directamente en la NBA sin pasar por el draft. Firmó su primer contrato profesional con los New York Knicks, equipo en el que transcurriría toda su carrera deportiva. Ya en su primera temporada se haría con el puesto de titular, acabando el año promediando 10,4 puntos y 1,6 asistencias por partido.
Al año siguiente jugaría su mejor temporada, liderando a su equipo en anotación, logrando 14,9 puntos por partido, y llevándolo a las Finales de la NBA, donde caerían ante los Rochester Royals por un apretado 4-3. Esa misma temporada disputó su primer y único 1951, el primero de la historia de la NBA, en el que consiguió 9 puntos, 2 rebotes y 2 asistencias.
En la temporada 1951-52 volvió a jugar a un gran nivel, promediando 11,9 puntos y 5,2 rebotes, contribuyendo a que su equipo alcanzara las Finales por segundo año consectivo. Pero una lesión le hizo perderse el final de la temporada y los playoffs, cayendo su equipo en la final por 4-3 ante los Minneapolis Lakers liderados por George Mikan. Jugó dos temporadas más con los Knicks, siempre como titular, pero las lesiones hicieron que se retirara prematuramente, a la edad de 26 años. En el total de su carrera profesional promedió 11,2 puntos, 3,7 rebotes y 2,1 asistencias por encuentro.

#### Estadísticas

##### Temporada regular
| Temporada | Edad | Equipo          | Liga | P   | TIT | MIN  | TC  | TCA  | %TC  | 3P | 3PA | %3P | TL  | TLA | %TL  | R.OF. | R.DEF. | REB | ASIS | ROB | TAP | PER | FP  | PTS  |
| 1949-50   | 22   | New York Knicks | NBA  | 59  |     |      | 3.5 | 10.2 | .340 |    |     |     | 3.5 | 4.5 | .764 |       |        |     | 1.6  |     |     |     | 3.4 | 10.4 |
| 1950-51   | 23   | New York Knicks | NBA  | 66  |     |      | 5.3 | 13.1 | .406 |    |     |     | 4.2 | 5.0 | .837 |       |        | 3.8 | 2.8  |     |     |     | 3.7 | 14.9 |
| 1951-52   | 24   | New York Knicks | NBA  | 42  |     | 34.3 | 4.8 | 12.4 | .387 |    |     |     | 2.3 | 2.7 | .835 |       |        | 5.2 | 2.1  |     |     |     | 2.9 | 11.9 |
| 1952-53   | 25   | New York Knicks | NBA  | 66  |     | 33.3 | 3.8 | 10.4 | .370 |    |     |     | 2.5 | 3.0 | .821 |       |        | 3.5 | 2.5  |     |     |     | 3.4 | 10.2 |
| 1953-54   | 26   | New York Knicks | NBA  | 52  |     | 29.3 | 3.4 | 10.1 | .333 |    |     |     | 1.3 | 1.6 | .864 |       |        | 2.5 | 1.5  |     |     |     | 2.5 | 8.1  |
| Total     |      |                 | NBA  | 285 |     | 32.3 | 4.2 | 11.2 | .371 |    |     |     | 2.9 | 3.5 | .816 |       |        | 3.7 | 2.1  |     |     |     | 3.2 | 11.2 |

##### Playoffs
| Temporada | Edad | Equipo          | Liga | P  | MIN | TCA | TC  | 3PA | 3P | TLA | TL  | R.OF. | REB | ASIS | ROB | TAP | PER | FP  | PTS | %TC  | %3P | %FT  | MIN  | PTS  | REB | AST |
| 1950      | 22   | New York Knicks | NBA  | 5  |     | 23  | 52  |     |    | 29  | 32  |       |     | 7    |     |     |     | 25  | 75  | .442 |     | .906 |      | 15.0 |     | 1.4 |
| 1951      | 23   | New York Knicks | NBA  | 14 |     | 83  | 193 |     |    | 51  | 56  |       | 52  | 37   |     |     |     | 42  | 217 | .430 |     | .911 |      | 15.5 | 3.7 | 2.6 |
| 1953      | 25   | New York Knicks | NBA  | 11 | 397 | 44  | 116 |     |    | 29  | 34  |       | 35  | 20   |     |     |     | 35  | 117 | .379 |     | .853 | 36.1 | 10.6 | 3.2 | 1.8 |
| 1954      | 26   | New York Knicks | NBA  | 3  | 66  | 8   | 14  |     |    | 11  | 13  |       | 2   | 1    |     |     |     | 12  | 27  | .571 |     | .846 | 22.0 | 9.0  | 0.7 | 0.3 |
| Total     |      |                 | NBA  | 33 | 463 | 158 | 375 |     |    | 120 | 135 |       | 89  | 65   |     |     |     | 114 | 436 | .421 |     | .889 | 33.1 | 13.2 | 3.2 | 2.0 |

### Entrenador
Tras su retiro, en 1954 el equipo de la AAU de Denver (entonces denominado Denver Central Bankers, por su patrocinador) contrató a Vince Boryla como entrenador, aprovechando el tirón de su popularidad como jugador estrella tanto en la AAU como en la Universidad de Denver. En su debut en la liga industrial de la NIBL, los Bankers terminaron terceros con un balance de 12 victorias y 12 derrotas; en el torneo de la AAU, sin embargo, los Denver Central Bankers fueron eliminados en segunda ronda por los Quantico Marines liderados por la futura estrella de la NBA Richie Guerin.
En la siguiente temporada, la 1955-56, y con sólo 28 años, se hace cargo de los Knicks como entrenador sustituyendo al miembro de Basketball Hall of Fame Joe Lapchick. Dirigió durante dos años más al equipo de Nueva York, alcanzando en ambas ocasiones el cuarto puesto de la División Este, sin clasificarlos para los playoffs.

#### Estadísticas
| Equipo   | Año     | Liga Regular | Liga Regular | Liga Regular | Liga Regular | Liga Regular           | Playoffs | Playoffs | Playoffs    | Playoffs  |
| Equipo   | Año     | Partidos     | Ganados      | Perdidos     | % victorias  | Clasificado            | Ganados  | Perdidos | % victorias | Resultado |
| -------- | ------- | ------------ | ------------ | ------------ | ------------ | ---------------------- | -------- | -------- | ----------- | --------- |
| New York | 1955-56 | 21           | 9            | 12           | .429         | 3º en la División Este |          |          |             |           |
| New York | 1956-57 | 72           | 36           | 36           | .500         | 4º en la División Este |          |          |             |           |
| New York | 1957-58 | 72           | 35           | 37           | .486         | 4º en la División Este |          |          |             |           |
| Total    | Total   | 165          | 80           | 85           | .485         | -                      |          |          |             | -         |

### Ejecutivo
En 1967 se convirtió en el primer general manger de los Denver Nuggets, que entonces comenzaban su andadura deportiva en la ABA, puesto que ocuparía tan solo una temporada, dimitiendo al final de la misma. Posteriormente se hizo cargo en el mismo puesto en los Utah Stars, para regresar a los Nuggets, ya en la NBA, donde consiguió ganar en 1985 el título de Ejecutivo del Año de la NBA.